# Bétaille
Pour l’article ayant un titre homophone, voir Bétail.
Bétaille est une commune française, située dans le nord du département du Lot en région Occitanie.
Elle est également dans le causse de Gramat, le plus vaste et le plus sauvage des quatre causses du Quercy.
Exposée à un climat océanique altéré, elle est drainée par la Dordogne, la Sourdoire, le Palsou et par divers autres petits cours d'eau. Incluse dans le bassin de la Dordogne, la commune possède un patrimoine naturel remarquable : un site Natura 2000 (la « vallée de la Dordogne quercynoise »), un espace protégé (le « cours lotois de la Dordogne ») et quatre zones naturelles d'intérêt écologique, faunistique et floristique.
Bétaille est une commune rurale qui compte 1 073 habitants en 2022. Elle est ville-centre de l'agglomération de Vayrac et fait partie de l'aire d'attraction de Biars-sur-Cère - Saint-Céré.
Les habitants sont appelés en français « Bétaillais », « Bétaillaises », par adaptation de l'occitan Betalhés.

## Géographie

### Localisation
Commune située dans le Quercy, à la confluence du Palsou et de la Dordogne.

### Communes limitrophes
La commune est limitrophe du département de la Corrèze.
Les communes limitrophes sont  Bilhac, Carennac, La Chapelle-aux-Saints, Queyssac-les-Vignes, Tauriac, Vayrac et Végennes.
| La Chapelle-aux-Saints (Corrèze) | Végennes (Corrèze) | Queyssac-les-Vignes (Corrèze) |
| Vayrac                           | Bétaille           | Bilhac (Corrèze)              |
|                                  | Carennac           | Tauriac                       |

### Climat
Pour des articles plus généraux, voir Climat de l'Occitanie et Climat du Lot.
En 2010, le climat de la commune est de type climat océanique dégradé des plaines du Centre et du Nord, selon une étude s'appuyant sur une série de données couvrant la période 1971-2000. En 2020, Météo-France publie une typologie des climats de la France métropolitaine dans laquelle la commune est dans une zone de transition entre le climat océanique altéré et le climat de montagne et est dans la région climatique Ouest et nord-ouest du Massif Central, caractérisée par une pluviométrie annuelle de 900 à 1 500 mm, maximale en automne et en hiver.
Pour la période 1971-2000, la température annuelle moyenne est de 12,7 °C, avec une amplitude thermique annuelle de 16 °C. Le cumul annuel moyen de précipitations est de 947 mm, avec 11,6 jours de précipitations en janvier et 7,1 jours en juillet. Pour la période 1991-2020, la température moyenne annuelle observée sur la station météorologique la plus proche, située sur la commune de Camps-Saint-Mathurin-Léobazel à 21 km à vol d'oiseau, est de 11,1 °C et le cumul annuel moyen de précipitations est de 1 432,2 mm,. Pour l'avenir, les paramètres climatiques de la commune estimés pour 2050 selon différents scénarios d’émission de gaz à effet de serre sont consultables sur un site dédié publié par Météo-France en novembre 2022.

### Milieux naturels et biodiversité

#### Espaces protégés
La protection réglementaire est le mode d’intervention le plus fort pour préserver des espaces naturels remarquables et leur biodiversité associée,.
Quatre espaces protégés sont présents sur la commune : 
- le « cours lotois de la Dordogne », objet d'un arrêté de protection de biotope, d'une superficie de 569,6 ha[10] ;
- le bassin de la Dordogne, réserve de biosphère, zone centrale, d'une superficie de 5 333,6 ha[11] ;
- le bassin de la Dordogne, réserve de biosphère, zone de transition, d'une superficie de 1 880 257,7 ha[12] ;
- le bassin de la Dordogne, réserve de biosphère, zone tampon, d'une superficie de 507 001,1 ha[13].

#### Réseau Natura 2000

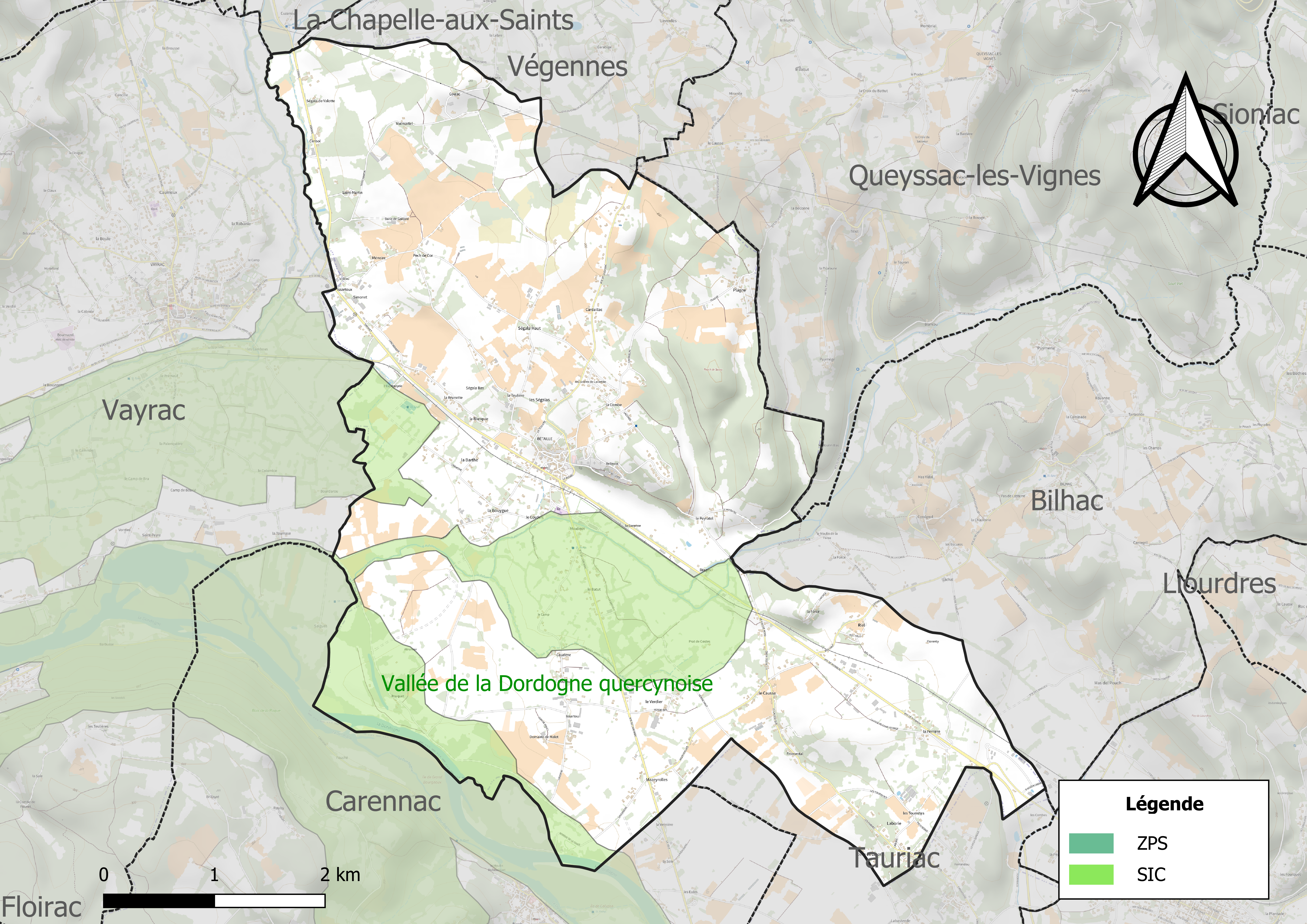
Site Natura 2000 sur le territoire communal.

Le réseau Natura 2000 est un réseau écologique européen de sites naturels d'intérêt écologique élaboré à partir des directives habitats et oiseaux, constitué de zones spéciales de conservation (ZSC) et de zones de protection spéciale (ZPS).
Un site Natura 2000 a été défini sur la commune au titre de la directive habitats : la « vallée de la Dordogne quercynoise », d'une superficie de 5 567 ha, qui présente des milieux aquatiques d'intérêt majeur et de un important éventail des milieux alluviaux qui abritent, outre un nombre significatif d'espèces de l'annexe II, de nombreuses espèces localisées à rares aux niveaux régional ou national.

#### Zones naturelles d'intérêt écologique, faunistique et floristique
L’inventaire des zones naturelles d'intérêt écologique, faunistique et floristique (ZNIEFF) a pour objectif de réaliser une couverture des zones les plus intéressantes sur le plan écologique, essentiellement dans la perspective d’améliorer la connaissance du patrimoine naturel national et de fournir aux différents décideurs un outil d’aide à la prise en compte de l’environnement dans l’aménagement du territoire.
Trois ZNIEFF de type 1 sont recensées sur la commune :
- « la Dordogne quercynoise » (2 081 ha), couvrant 24 communes dont deux en Corrèze, deux en Dordogne et vingt dans le Lot[18], qui comprend de nombreuses espèces déterminantes (soixante-six  animales et cinquante végétales) ;
- les « prairies du Cambous » (99 ha), couvrant 2 communes du département[19],
- les « zones humides du ruisseau de Palsou » (66 ha)[20] ;

et une ZNIEFF de type 2, : 
la « vallée de la Dordogne quercynoise » (8 758 ha), couvrant 28 communes : deux en Corrèze, deux en Dordogne et vingt-quatre dans le Lot.

Carte des ZNIEFF de type 1 et 2 à Bétaille.
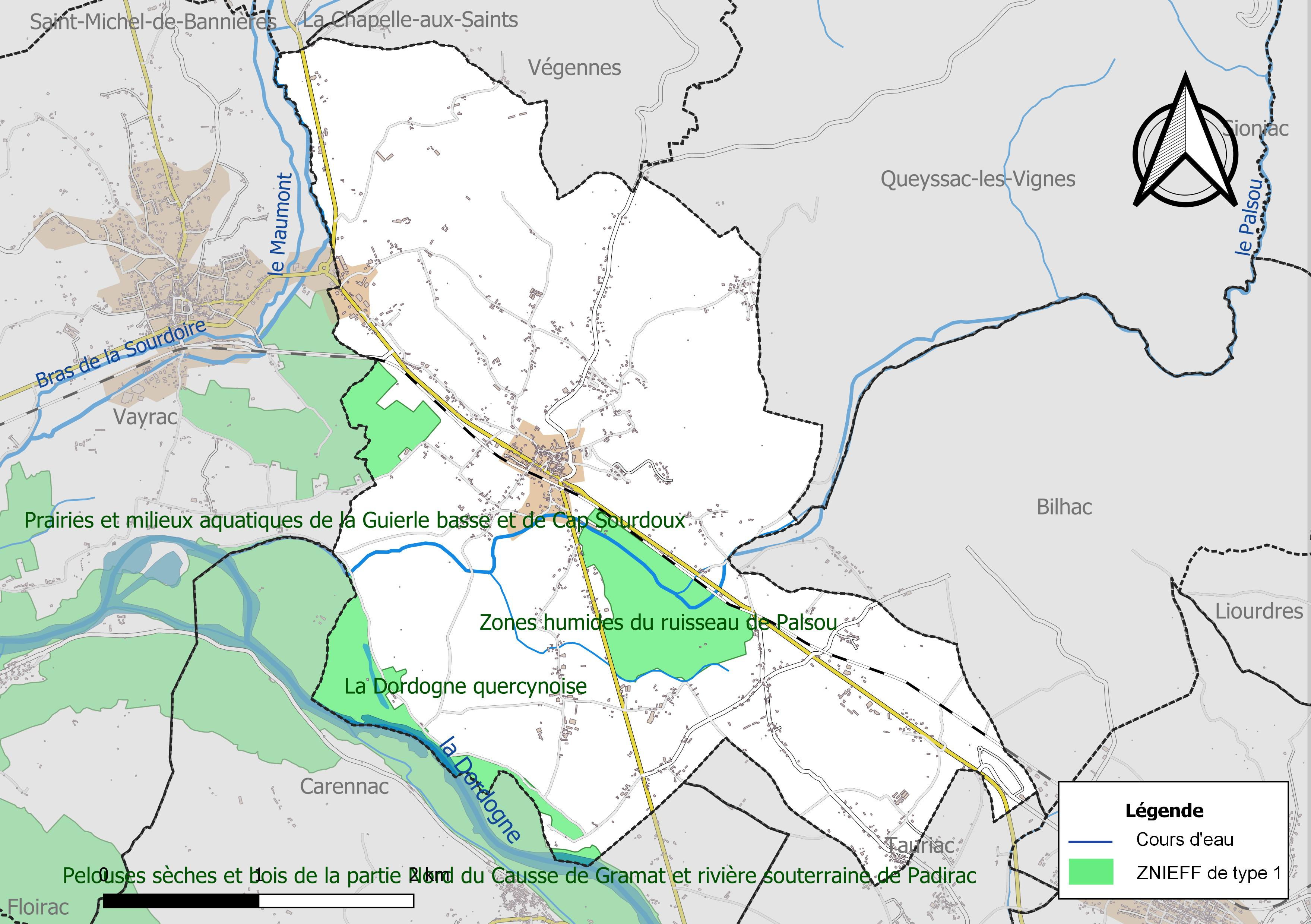
Carte des ZNIEFF de type 1 sur la commune.
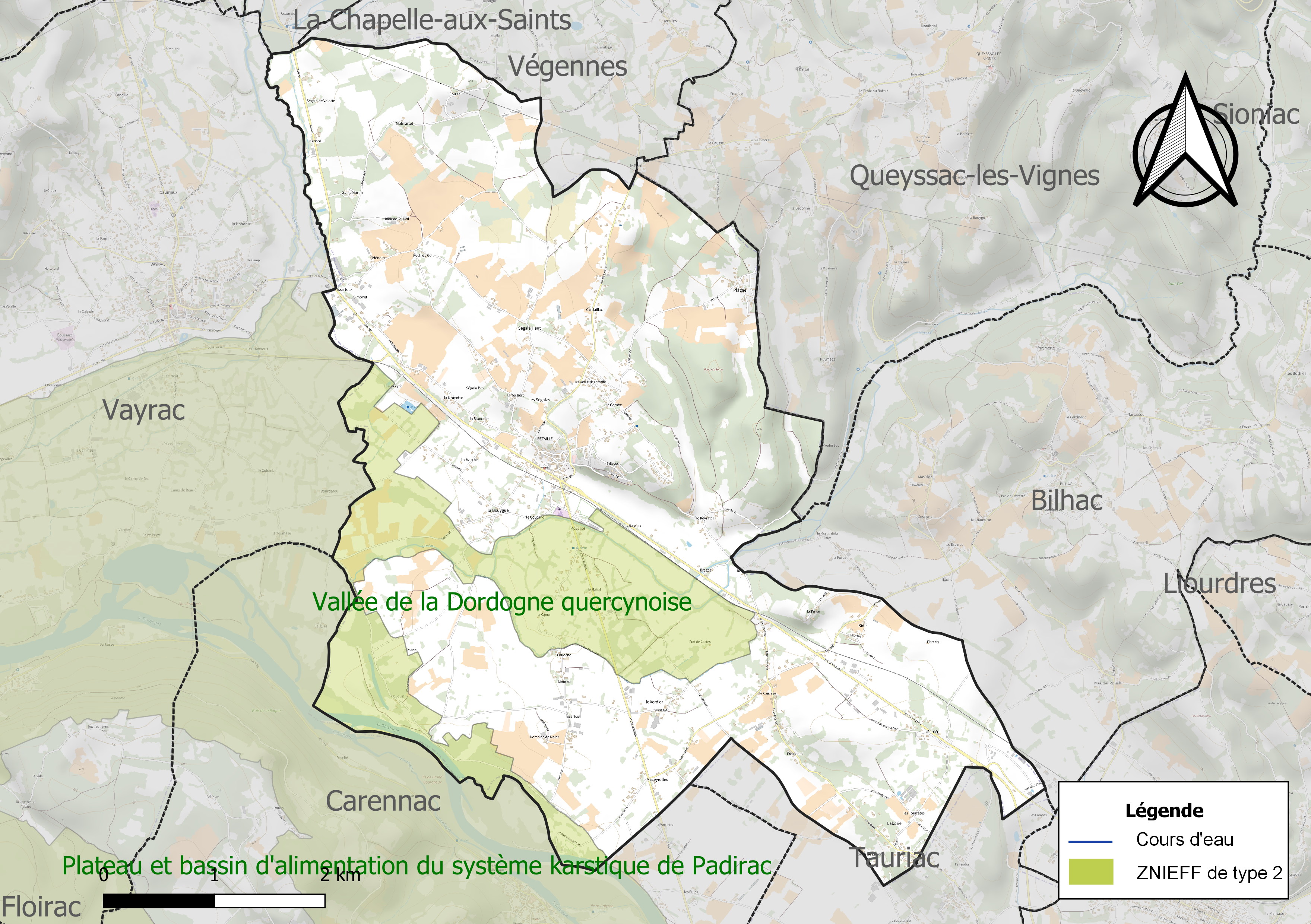
Carte de la ZNIEFF de type 2 sur la commune.

## Urbanisme

### Typologie
Au 1er janvier 2024, Bétaille est catégorisée commune rurale à habitat dispersé, selon la nouvelle grille communale de densité à sept niveaux définie par l'Insee en 2022.
Elle appartient à l'unité urbaine de Vayrac, une agglomération inter-régionale regroupant six  communes, dont elle est ville-centre,,. Par ailleurs la commune fait partie de l'aire d'attraction de Biars-sur-Cère - Saint-Céré, dont elle est une commune de la couronne,. Cette aire, qui regroupe 49 communes, est catégorisée dans les aires de moins de 50 000 habitants,.

### Occupation des sols
L'occupation des sols de la commune, telle qu'elle ressort de la base de données européenne d’occupation biophysique des sols Corine Land Cover (CLC), est marquée par l'importance des territoires agricoles (78,5 % en 2018), en diminution par rapport à 1990 (81 %). La répartition détaillée en 2018 est la suivante : 
zones agricoles hétérogènes (66,9 %), forêts (12,2 %), prairies (11,1 %), zones urbanisées (8,6 %), eaux continentales (0,7 %), cultures permanentes (0,5 %). L'évolution de l’occupation des sols de la commune et de ses infrastructures peut être observée sur les différentes représentations cartographiques du territoire : la carte de Cassini (XVIIIe siècle), la carte d'état-major (1820-1866) et les cartes ou photos aériennes de l'IGN pour la période actuelle (1950 à aujourd'hui).

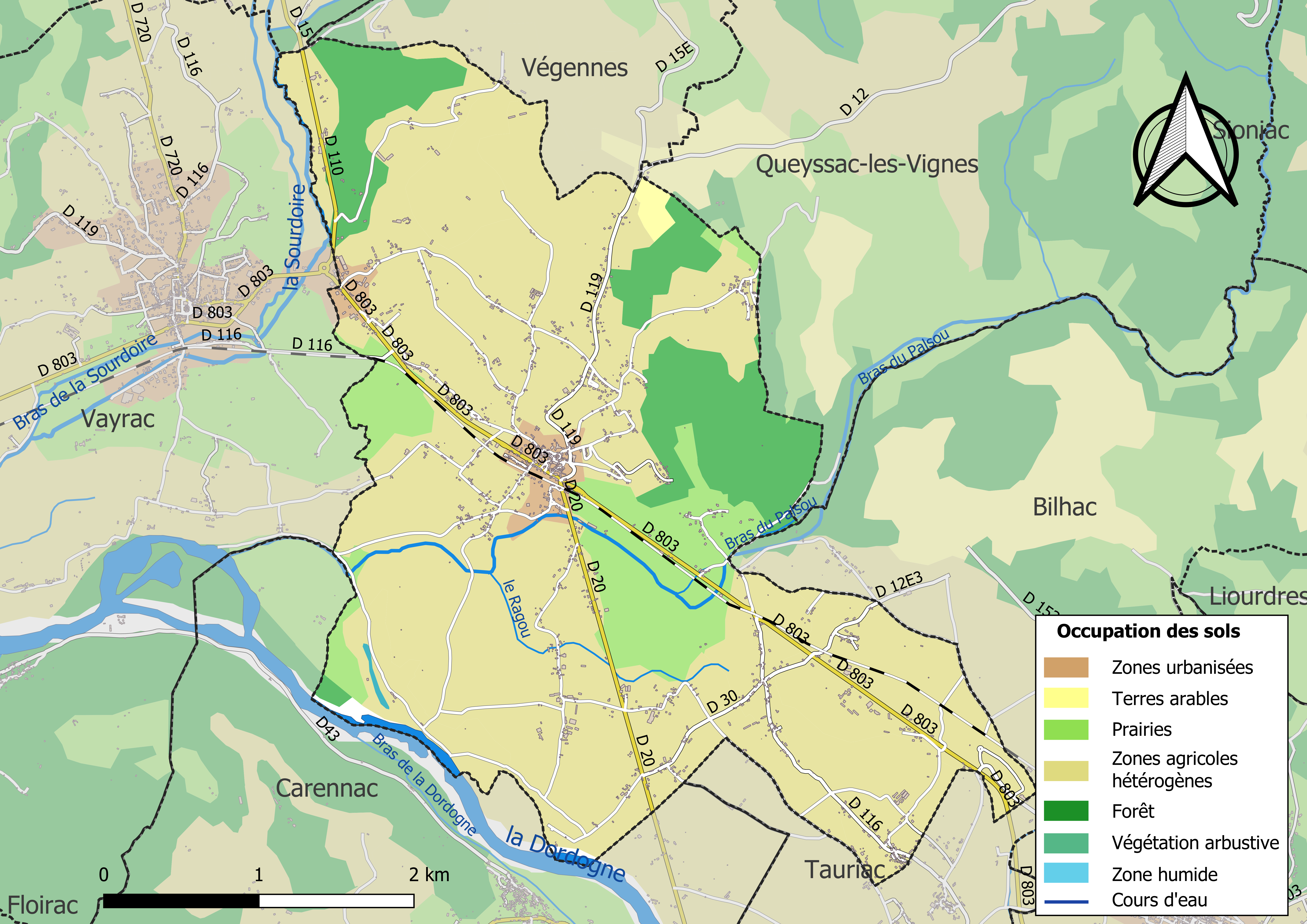
Carte des infrastructures et de l'occupation des sols de la commune en 2018 (CLC).

### Risques majeurs
Le territoire de la commune de Bétaille est vulnérable à différents aléas naturels : météorologiques (tempête, orage, neige, grand froid, canicule ou sécheresse), inondations, feux de forêts, mouvements de terrains et séisme (sismicité très faible). Il est également exposé à deux risques technologiques,  le transport de matières dangereuses et la rupture d'un barrage. Un site publié par le BRGM permet d'évaluer simplement et rapidement les risques d'un bien localisé soit par son adresse soit par le numéro de sa parcelle.

#### Risques naturels
Certaines parties du territoire communal sont susceptibles d’être affectées par le risque d’inondation par débordement de cours d'eau, notamment la Dordogne, la Sourdoire et le Palsou. La cartographie des zones inondables en ex-Midi-Pyrénées réalisée dans le cadre du XIe Contrat de plan État-région, visant à informer les citoyens et les décideurs sur le risque d’inondation, est accessible sur le site de la DREAL Occitanie. La commune a été reconnue en état de catastrophe naturelle au titre des dommages causés par les inondations et coulées de boue survenues en 1982, 1989, 1992, 1999, 2001 et 2010,.
Bétaille est exposée au risque de feu de forêt. Un plan départemental de protection des forêts contre les incendies a été approuvé par arrêté préfectoral le 30 novembre 2015 pour la période 2015-2025. Les propriétaires doivent ainsi couper les broussailles, les arbustes et les branches basses sur une profondeur de 50 mètres, aux abords des constructions, chantiers, travaux et installations de toute nature, situées à moins de 200 mètres de terrains en nature
de bois, forêts, plantations, reboisements, landes ou friches. Le brûlage des déchets issus de l’entretien des parcs et jardins des ménages et des collectivités est interdit. L’écobuage est également interdit, ainsi que les feux de type méchouis et barbecues, à l’exception de ceux prévus dans des installations fixes (non situées sous couvert d'arbres) constituant une dépendance d'habitation.

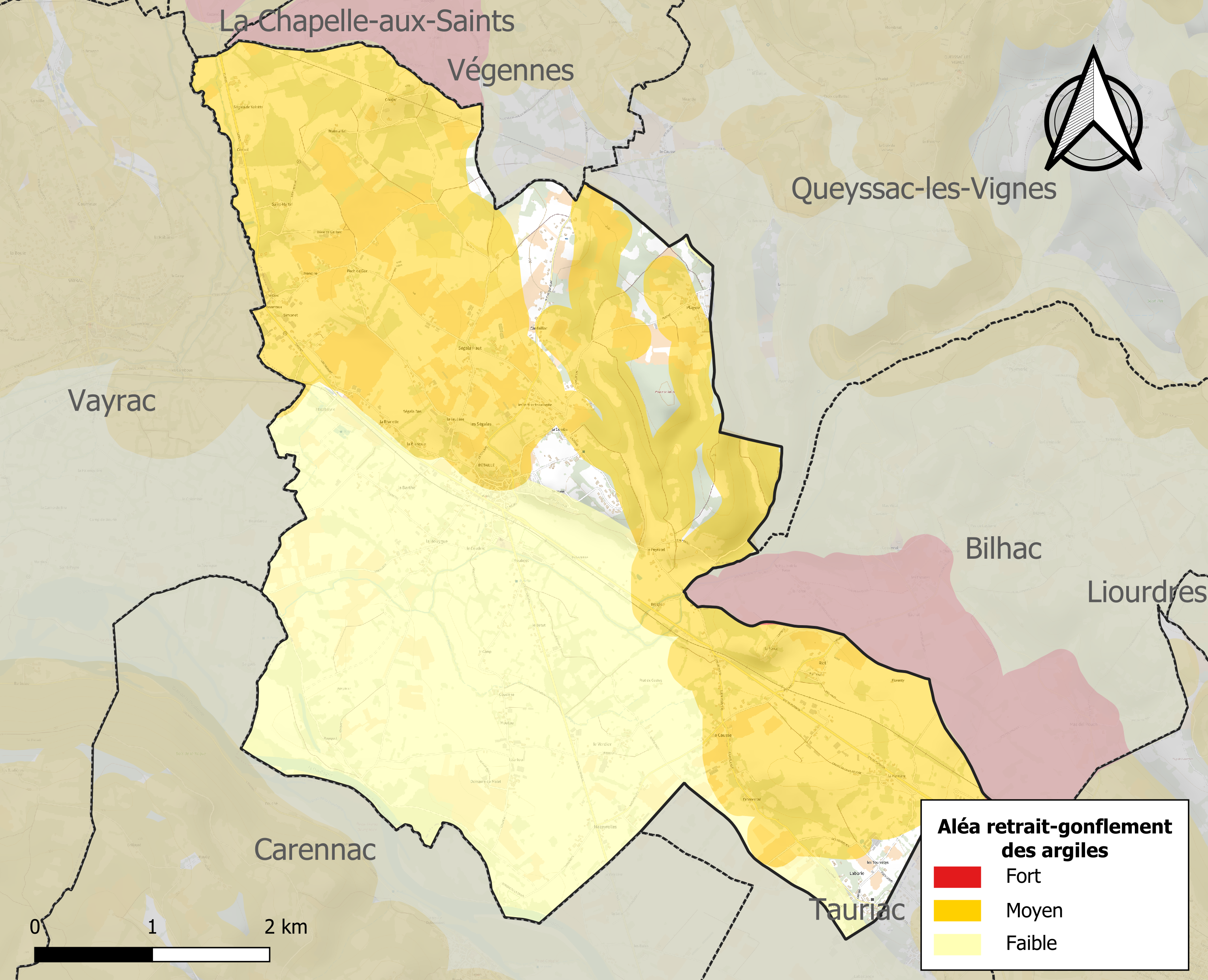
Carte des zones d'aléa retrait-gonflement des sols argileux de Bétaille.

Les mouvements de terrains susceptibles de se produire sur la commune sont des glissements de terrain et des tassements différentiels.
Le retrait-gonflement des sols argileux est susceptible d'engendrer des dommages importants aux bâtiments en cas d’alternance de périodes de sécheresse et de pluie. 53,3 % de la superficie communale est en aléa moyen ou fort (67,7 % au niveau départemental et 48,5 % au niveau national). Sur les 690 bâtiments dénombrés sur la commune en 2019, 341 sont en aléa moyen ou fort, soit 49 %, à comparer aux 72 % au niveau départemental et 54 % au niveau national. Une cartographie de l'exposition du territoire national au retrait gonflement des sols argileux est disponible sur le site du BRGM,.
Par ailleurs, afin de mieux appréhender le risque d’affaissement de terrain, l'inventaire national des cavités souterraines permet de localiser celles situées sur la commune.
Concernant les mouvements de terrains, la commune a été reconnue en état de catastrophe naturelle au titre des dommages causés par la sécheresse en 2019 et par des mouvements de terrain en 1999.

#### Risques technologiques
Le risque de transport de matières dangereuses sur la commune est lié à sa traversée par une infrastructure ferroviaire. Un accident se produisant sur une telle infrastructure est susceptible d’avoir des effets graves sur les biens, les personnes ou l'environnement, selon la nature du matériau transporté. Des dispositions d’urbanisme peuvent être préconisées en conséquence.
La commune est en outre située en aval des barrages de Saint-Étienne-Cantalès et de Bort-les-Orgues, des ouvrages de classe A disposant d'une retenue de respectivement 133 millions et 477 millions de mètres cubes,. À ce titre elle est susceptible d’être touchée par l’onde de submersion consécutive à la rupture d'un de ces ouvrages

## Toponymie
Le toponyme Bétaille (en occitan Betalha) est basé sur l'anthroponyme gaulois latinisé Bitallius ou Vitalius.

## Histoire
Bétaille est une vicaria en 943-948, puis un castellum vicomtal en 1190. L'église castrale est dédiée à saint Georges.
Guillaume de Gasc est seigneur de Bétaille en 1181 quand il fait une donation à l'abbaye d'Obazine. La famille Stephani de Valon est coseigneur de Bétaille et de Thégra par héritage de la famille Gasc, au XIIIe siècle.

## Politique et administration

### Liste des maires
| Période                                  | Période  | Identité                       | Étiquette | Qualité                                           |
| ---------------------------------------- | -------- | ------------------------------ | --------- | ------------------------------------------------- |
| 1838                                     | 1840     | Clément Bouygues               |           |                                                   |
| 1840                                     | 1843     | Joseph Crayssac                |           |                                                   |
| 1843                                     | 1870     | Joseph Labroue                 |           |                                                   |
| 1870                                     | 1874     | François Bourres               |           |                                                   |
| 1874                                     | 1876     | Antoine Jules Edouard Crayssac |           |                                                   |
| 1876                                     | 1881     | Etienne Gimel                  |           |                                                   |
| 1881                                     | 1883     | Antoine Vailles                |           |                                                   |
| 1883                                     | 1884     | Etienne Sourzac                |           |                                                   |
| 1884                                     | 1908     | Félix Mazeyrac                 |           |                                                   |
| 1908                                     | 1919     | François Faurie                |           |                                                   |
| 1919                                     | 1920     | François Soulie                |           |                                                   |
| 1920                                     | 1925     | Pierre Delol                   |           |                                                   |
| 1925                                     | 1927     | François Faurie                |           |                                                   |
| 1927                                     | 1941     | Ernest Mazet                   |           |                                                   |
| 1941                                     | 1944     | Léopold Renaud                 |           |                                                   |
| 1944                                     | 1945     | Germain Cheze                  |           |                                                   |
| 1945                                     | 1965     | Louis Cheze                    |           |                                                   |
| 1965                                     | 1977     | Gérard Lemaire                 |           |                                                   |
| mars 1977                                | En cours | Christian Delrieu              | DVD       | Conseiller général puis départemental (2001-2021) |
| Les données manquantes sont à compléter. |          |                                |           |                                                   |

## Démographie
L'évolution du nombre d'habitants est connue à travers les recensements de la population effectués dans la commune depuis 1793. Pour les communes de moins de 10 000 habitants, une enquête de recensement portant sur toute la population est réalisée tous les cinq ans, les populations de référence des années intermédiaires étant quant à elles estimées par interpolation ou extrapolation. Pour la commune, le premier recensement exhaustif entrant dans le cadre du nouveau dispositif a été réalisé en 2004.

En 2022, la commune comptait 1 073 habitants, en évolution de +9,94 % par rapport à 2016 (Lot : +1,31 %, France hors Mayotte : +2,11 %).
| 1793  | 1800  | 1806  | 1821  | 1831  | 1836  | 1841  | 1846  | 1851  |
| ----- | ----- | ----- | ----- | ----- | ----- | ----- | ----- | ----- |
| 1 398 | 1 357 | 1 069 | 1 678 | 1 643 | 1 590 | 1 628 | 1 658 | 1 691 |

| 1856  | 1861  | 1866  | 1872  | 1876  | 1881  | 1886  | 1891  | 1896  |
| ----- | ----- | ----- | ----- | ----- | ----- | ----- | ----- | ----- |
| 1 669 | 1 611 | 1 635 | 1 479 | 1 588 | 1 602 | 1 527 | 1 525 | 1 396 |

| 1901  | 1906  | 1911  | 1921  | 1926  | 1931  | 1936 | 1946 | 1954 |
| ----- | ----- | ----- | ----- | ----- | ----- | ---- | ---- | ---- |
| 1 302 | 1 300 | 1 296 | 1 031 | 1 019 | 1 026 | 947  | 879  | 816  |

| 1962 | 1968 | 1975 | 1982 | 1990 | 1999 | 2004 | 2006 | 2009  |
| ---- | ---- | ---- | ---- | ---- | ---- | ---- | ---- | ----- |
| 780  | 757  | 776  | 789  | 810  | 826  | 914  | 925  | 1 060 |

| 2014 | 2019  | 2022  | - | - | - | - | - | - |
| ---- | ----- | ----- | - | - | - | - | - | - |
| 989  | 1 064 | 1 073 | - | - | - | - | - | - |

Au début du XXe siècle, Bétaille comptait 1 300 habitants.

## Économie

### Revenus
En 2018, la commune compte 448 ménages fiscaux, regroupant 971 personnes. La médiane du revenu disponible par unité de consommation est de 20 260 € (20 740 € dans le département).

### Emploi
|                | 2008  | 2013  | 2018  |
| -------------- | ----- | ----- | ----- |
| Commune        | 4,9 % | 5,6 % | 8,9 % |
| Département    | 7,3 % | 8,9 % | 9,6 % |
| France entière | 8,3 % | 10 %  | 10 %  |

En 2018, la population âgée de 15 à 64 ans s'élève à 603 personnes, parmi lesquelles on compte 76,4 % d'actifs (67,6 % ayant un emploi et 8,9 % de chômeurs) et 23,6 % d'inactifs,. Depuis 2008, le taux de chômage communal (au sens du recensement) des 15-64 ans est inférieur à celui de la France et du département.
La commune fait partie de la couronne de l'aire d'attraction de Biars-sur-Cère - Saint-Céré, du fait qu'au moins 15 % des actifs travaillent dans le pôle,. Elle compte 196 emplois en 2018, contre 202 en 2013 et 169 en 2008. Le nombre d'actifs ayant un emploi résidant dans la commune est de 429, soit un indicateur de concentration d'emploi de 45,7 % et un taux d'activité parmi les 15 ans ou plus de 54,5 %.
Sur ces 429 actifs de 15 ans ou plus ayant un emploi, 98 travaillent dans la commune, soit 23 % des habitants. Pour se rendre au travail, 90,2 % des habitants utilisent un véhicule personnel ou de fonction à quatre roues, 0,7 % les transports en commun, 4,1 % s'y rendent en deux-roues, à vélo ou à pied et 5 % n'ont pas besoin de transport (travail au domicile).

### Activités hors agriculture

#### Secteurs d'activités
108 établissements sont implantés  à Bétaille au 31 décembre 2019. Le tableau ci-dessous en détaille le nombre par secteur d'activité et compare les ratios avec ceux du département,.
| Secteur d'activité                                                                                        | Commune | Commune | Département |
| Secteur d'activité                                                                                        | Nombre  | %       | %           |
| --- | ------- | ------- | ----------- |
| Ensemble                                                                                                  | 108     |         |             |
| Industrie manufacturière, industries extractives et autres                                                | 12      | 11,1 %  | (14 %)      |
| Construction                                                                                              | 17      | 15,7 %  | (13,9 %)    |
| Commerce de gros et de détail, transports, hébergement et restauration                                    | 34      | 31,5 %  | (29,9 %)    |
| Information et communication                                                                              | 1       | 0,9 %   | (1,8 %)     |
| Activités immobilières                                                                                    | 3       | 2,8 %   | (3,5 %)     |
| Activités spécialisées, scientifiques et techniques et activités de services administratifs et de soutien | 18      | 16,7 %  | (13,5 %)    |
| Administration publique, enseignement, santé humaine et action sociale                                    | 11      | 10,2 %  | (12 %)      |
| Autres activités de services                                                                              | 12      | 11,1 %  | (8,7 %)     |

Le secteur du commerce de gros et de détail, des transports, de l'hébergement et de la restauration est prépondérant sur la commune puisqu'il représente 31,5 % du nombre total d'établissements de la commune (34 sur les 108 entreprises implantées  à Bétaille), contre 29,9 % au niveau départemental.

#### Entreprises et commerces
Les quatre entreprises ayant leur siège social sur le territoire communal qui génèrent le plus de chiffre d'affaires en 2020 sont : 
- Master Of Paint, entretien et réparation de véhicules automobiles légers (278 k€)
- Aluverfer, travaux de menuiserie bois et PVC (192 k€)
- M3I Industrie, mécanique industrielle (157 k€)
- CQ Developpement, conseil pour les affaires et autres conseils de gestion (15 k€)

### Agriculture
La commune est dans la Limargue », une petite région agricole occupant une bande verticale à l'est du territoire du département du Lot. En 2020, l'orientation technico-économique de l'agriculture  sur la commune est la polyculture et/ou le polyélevage.
|               | 1988 | 2000  | 2010  | 2020 |
| ------------- | ---- | ----- | ----- | ---- |
| Exploitations | 64   | 57    | 50    | 38   |
| SAU (ha)      | 848  | 1 005 | 1 004 | 883  |

Le nombre d'exploitations agricoles en activité et ayant leur siège dans la commune est passé de 64 lors du recensement agricole de 1988  à 57 en 2000 puis à 50 en 2010 et enfin à 38 en 2020, soit une baisse de 41 % en 32 ans. Le même mouvement est observé à l'échelle du département qui a perdu pendant cette période 60 % de ses exploitations,. La surface agricole utilisée sur la commune est restée relativement stable, passant de 848 ha en 1988 à 883 ha en 2020. Parallèlement la surface agricole utilisée moyenne par exploitation a augmenté, passant de 13 à 23 ha.

## Culture locale et patrimoine

### Lieux et monuments
- Église Saint-Georges de Bétaille. L'édifice est référencé dans la base Mérimée et à l'Inventaire général Région Occitanie[49].

### Personnalités liées à la commune
Pierre de Montmaur, érudit, poète français d’expression latine, né en 1576 à Bétaille et mort en 1650.
Peter May, né le 20 décembre 1951 à Glasgow en Écosse, scénariste de télévision et romancier écossais, auteur également de romans policiers, dont certains évoquent le Sud-ouest de la France, habite depuis quelques années à Bétaille. Il est naturalisé français depuis le 19 avril 2016.

## Héraldique
| Armes de Bétaille | Les armes de Bétaille se blasonnent ainsi : D’argent au lion de sable couronné, armé et lampassé de gueules |

#### Site de l'Insee
1. ↑  « La grille communale de densité », sur le site de l'Insee, 28 mai 2024 (consulté le 28 juin 2024).
2. ↑  « Unité urbaine 2020 de Vayrac », sur le site de l'Insee (consulté le 28 juin 2024).
3. 1 2  Insee, « Métadonnées de la commune de Bétaille ».
4. ↑  « Liste des communes composant l'aire d'attraction de Biars-sur-Cère - Saint-Céré », sur le site de l'Insee (consulté le 28 juin 2024).
5. ↑  Marie-Pierre de Bellefon, Pascal Eusebio, Jocelyn Forest, Olivier Pégaz-Blanc et Raymond Warnod (Insee), « En France, neuf personnes sur dix vivent dans l’aire d’attraction d’une ville », sur le site de l'Insee, 21 octobre 2020 (consulté le 28 juin 2024).
6. ↑  « REV T1 - Ménages fiscaux de l'année 2018 à Bétaille » (consulté le 5 février 2022).
7. ↑  « REV T1 - Ménages fiscaux de l'année 2018 dans le Lot » (consulté le 5 février 2022).
8. 1 2  « Emp T1 - Population de 15 à 64 ans par type d'activité en 2018 à Bétaille » (consulté le 5 février 2022).
9. ↑  « Emp T1 - Population de 15 à 64 ans par type d'activité en 2018 dans le Lot » (consulté le 5 février 2022).
10. ↑  « Emp T1 - Population de 15 à 64 ans par type d'activité en 2018 dans la France entière » (consulté le 5 février 2022).
11. ↑  « Base des aires d'attraction des villes 2020 », sur site de l'Insee (consulté le 10 avril 2021).
12. ↑  « Emp T5 - Emploi et activité en 2018 à Bétaille » (consulté le 5 février 2022).
13. ↑  « ACT T4 - Lieu de travail des actifs de 15 ans ou plus ayant un emploi qui résident dans la commune en 2018 » (consulté le 5 février 2022).
14. ↑  « ACT G2 - Part des moyens de transport utilisés pour se rendre au travail en 2018 » (consulté le 5 février 2022).
15. ↑  « DEN T5 - Nombre d'établissements par secteur d'activité au 31 décembre 2019 à Bétaille » (consulté le 14 février 2022).
16. ↑  « DEN T5 - Nombre d'établissements par secteur d'activité au 31 décembre 2019 dans le Lot » (consulté le 14 février 2022).

#### Autres sources
1. ↑  Carte IGN sous Géoportail
2. 1 2  Daniel Joly, Thierry Brossard, Hervé Cardot, Jean Cavailhes, Mohamed Hilal et Pierre Wavresky, « Les types de climats en France, une construction spatiale », Cybergéo, revue européenne de géographie - European Journal of Geography, no 501,‎ 18 juin 2010 (DOI 10.4000/cybergeo.23155, lire en ligne, consulté le 14 novembre 2023)
3. ↑  « Zonages climatiques en France métropolitaine. », sur pluiesextremes.meteo.fr (consulté le 14 novembre 2023).
4. ↑  « Orthodromie entre Bétaille et Camps-Saint-Mathurin-Léobazel », sur fr.distance.to (consulté le 14 novembre 2023).
5. ↑  « Station Météo-France « Camps » (commune de Camps-Saint-Mathurin-Léobazel) - fiche climatologique - période 1991-2020 », sur donneespubliques.meteofrance.fr (consulté le 14 novembre 2023).
6. ↑  « Station Météo-France « Camps » (commune de Camps-Saint-Mathurin-Léobazel) - fiche de métadonnées. », sur donneespubliques.meteofrance.fr (consulté le 14 novembre 2023).
7. ↑  « Climadiag Commune : diagnostiquez les enjeux climatiques de votre collectivité. », sur meteofrance.fr, novembre 2022 (consulté le 14 novembre 2023).
8. ↑  « Les espaces protégés. », sur le site de l'INPN (consulté le 10 mai 2022).
9. ↑  « Liste des espaces protégés sur la commune », sur le site de l'inventaire national du patrimoine naturel (consulté le 1er septembre 2021).
10. ↑  « - fiche descriptive », sur le site de l'inventaire national du patrimoine naturel (consulté le 1er septembre 2021).
11. ↑  « - fiche descriptive », sur le site de l'inventaire national du patrimoine naturel (consulté le 1er septembre 2021).
12. ↑  « - fiche descriptive », sur le site de l'inventaire national du patrimoine naturel (consulté le 1er septembre 2021).
13. ↑  « - fiche descriptive », sur le site de l'inventaire national du patrimoine naturel (consulté le 1er septembre 2021).
14. ↑  Réseau européen Natura 2000, Ministère de la transition écologique et solidaire
15. ↑  « Liste des zones Natura 2000 de la commune de Bétaille », sur le site de l'Inventaire national du patrimoine naturel (consulté le 1er septembre 2021).
16. ↑  « site Natura 2000 FR7300898 - fiche descriptive », sur le site de l'inventaire national du patrimoine naturel (consulté le 1er septembre 2021).
17. 1 2  « Liste des ZNIEFF de la commune de Bétaille », sur le site de l'Inventaire national du patrimoine naturel (consulté le 1er septembre 2021).
18. ↑  « ZNIEFF « la Dordogne quercynoise » - fiche descriptive », sur le site de l'inventaire national du patrimoine naturel (consulté le 1er septembre 2021).
19. ↑  « ZNIEFF les « prairies du Cambous » - fiche descriptive », sur le site de l'inventaire national du patrimoine naturel (consulté le 1er septembre 2021).
20. ↑  « ZNIEFF les « zones humides du ruisseau de Palsou » - fiche descriptive », sur le site de l'inventaire national du patrimoine naturel (consulté le 1er septembre 2021).
21. ↑  « ZNIEFF la « vallée de la Dordogne quercynoise » - fiche descriptive », sur le site de l'inventaire national du patrimoine naturel (consulté le 1er septembre 2021).
22. ↑  « CORINE Land Cover (CLC) - Répartition des superficies en 15 postes d'occupation des sols (métropole). », sur le site des données et études statistiques du ministère de la Transition écologique. (consulté le 14 avril 2021).
23. 1 2 3  « Les risques près de chez moi - commune de Bétaille », sur Géorisques (consulté le 17 octobre 2022).
24. ↑  BRGM, « Évaluez simplement et rapidement les risques de votre bien », sur Géorisques (consulté le 13 septembre 2022).
25. ↑  DREAL Occitanie, « CIZI », sur occitanie.developpement-durable.gouv.fr (consulté le 13 septembre 2022).
26. ↑  « Dossier départemental des risques majeurs dans le Lot », sur lot.gouv.fr (consulté le 13 septembre 2022), partie 1 -  chapitre Risque inondation.
27. ↑  « Dossier départemental des risques majeurs dans le Lot », sur lot.gouv.fr (consulté le 13 septembre 2022).
28. ↑  « Dossier départemental des risques majeurs dans le Lot », sur lot.gouv.fr (consulté le 13 septembre 2022), chapitre Mouvements de terrain.
29. ↑  « Retrait-gonflement des argiles », sur le site de l'observatoire national des risques naturels (consulté le 13 septembre 2022).
30. ↑  « Liste des cavités souterraines localisées sur la commune de Bétaille », sur georisques.gouv.fr (consulté le 13 septembre 2022).
31. ↑  « Dossier départemental des risques majeurs dans le Lot », sur lot.gouv.fr (consulté le 13 septembre 2022), chapitre Risque transport de matières dangereuses.
32. ↑  Article R214-112 du code de l’environnement
33. ↑  « barrage de Saint-Étienne-Cantalès », sur barrages-cfbr.eu (consulté le 13 septembre 2022).
34. ↑  « barrage de Bort-les-Orgues », sur barrages-cfbr.eu (consulté le 13 septembre 2022).
35. ↑  « Dossier départemental des risques majeurs dans le Lot », sur lot.gouv.fr (consulté le 13 septembre 2022), chapitre Risque rupture de barrage.
36. ↑  Gaston Bazalgues, À la découverte des noms de lieux du Quercy : Toponymie lotoise, Gourdon, Éditions de la Bouriane et du Quercy, juin 2002, 127 p. (ISBN 2-910540-16-2), p. 43.
37. ↑  Ludovic de Valon, Les Stephani de Valon, chapitre V- Bernard Stephani de Valon et Hugues de Valon, seigneurs de Lavergne XIIIe siècle, p. 49-60, dans Bulletin de la Société des lettres, sciences et arts de la Corrèze, 1923 (lire en ligne)
38. ↑  « Les maires de Bétaille », sur Site francegenweb, 19 février 2011 (consulté le 6 août 2016).
39. ↑  L'organisation du recensement, sur insee.fr.
40. ↑  Calendrier départemental des recensements, sur insee.fr.
41. ↑  Des villages de Cassini aux communes d'aujourd'hui sur le site de l'École des hautes études en sciences sociales.
42. ↑  Fiches Insee - Populations de référence de la commune pour les années 2006, 2007, 2008, 2009, 2010, 2011, 2012, 2013, 2014, 2015, 2016, 2017, 2018, 2019, 2020, 2021 et 2022.
43. ↑  Le Lot partie « Chemins de fer », p. 195 - Armand Viré - Réédition de l'ouvrage de 1907 -  (ISBN 2-7455-0049-X).
44. ↑  « Entreprises à Bétaille », sur entreprises.lefigaro.fr (consulté le 14 février 2022).
45. ↑  « Les régions agricoles (RA), petites régions agricoles(PRA) - Année de référence : 2017 », sur agreste.agriculture.gouv.fr (consulté le 14 février 2022).
46. ↑  Présentation des premiers résultats du recensement agricole 2020, Ministère de l’agriculture et de l’alimentation, 10 décembre 2021
47. 1 2  « Fiche de recensement agricole - Exploitations ayant leur siège dans la commune de Bétaille - Données générales », sur recensement-agricole.agriculture.gouv.fr (consulté le 14 février 2022).
48. ↑  « Fiche de recensement agricole - Exploitations ayant leur siège dans le département du Lot » (consulté le 14 février 2022).
49. ↑  « Église paroissiale Saint-Georges », sur pop.culture.gouv.fr (consulté le 10 mai 2021).
50. ↑  Ferdinand de Laroussilhe, « Note sur l'origine de Pierre de Montmaur », Bulletin de la Société des Études du Lot, Cahors, 1881